# آنتون یوکش
آنتون یوکش (انگلیسی: Anton Joksch؛ زادهٔ ۱۳ آوریل ۱۹۰۰) دوچرخه‌سوار اهل آلمان است.